# Рутгер Смит
Рутгер Смит (хол. Rutger Smith; Гронинген, 9. јул 1981) је холандски атлетичар који се такмичи у бацању кугле и бацању диска. Био је први атлетичар који је освојио медаље на светском првенствима у обе дисциплине.
Три пута је представљао Холандију на Летњим олимпијским играма 2004., 2008. и Летњим олимпијским играма 2012.. Сва три пута се такмичио у обе дисциплине. Његов лични рекорд од 21,62 м у бацању кугле је холандски национални рекорд .
У свом првом међународном такмичењу, Европском првенству за јуниоре 1999. постао је европски првак у обе дисциплине бацању кугле и диска. Медаље у обе дисциплине освојио је и на Светском јуниорском првенству 2000, златну у бацању кугле и бронзану у бацању диска.
На Олимпијским играма 2008. у Пекингу повредио је леђа, па је морао направити паузу у такмичењима до априла 2011. Повратком на атлетску сцену учествује на Светско првенство на отвореном 2011. у Тегу.
Следеће године враћа се у пуну форму и на Европском првенству у Хелсинкију други је у бацању кугле, а трећи у бацању диска. Учествовао је и по трећи пут на Олимпијским играма у Лондону, али се у обе дисциплине није успео пласирати у финале.

### Нова медаља
У 2013. откривено је да другопласирани у бацању кугле Андреј Михњевич позитивн на забрањене супстанце на Светском првенству 2005.. Пошто је његов други прекршај, добио је доживотну забрану учешћа на такмичењима а сви његови резултати после августа 2005. године су поништени. Медаље су прераспоређене, па је четвртопласирани Рутгер Смит померен за једно место и освојио бронзану медаљу.

### Победе на првенствима Холандије
Отворено
| Дисциплина   | Година                                         |
| ------------ | ---------------------------------------------- |
| бацање кугле | 2000, 2002, 2003, 2004, 2005, 2006, 2007, 2008 |
| бабање диска | 2002, 2003, 2004, 2005, 2006, 2007, 2008, 2011 |

Дворана
| Дисциплина   | Година                                                           |
| ------------ | ---------------------------------------------------------------- |
| бацање кугле | 2000, 2001, 2002, 2003, 2004, 2005, 2006, 2007, 2008, 2011, 2012 |

## Значајнији резултати
| Година    | Такмичење                     | Место                           | Пласман   | Дисциплина   | Резултат  |
| Холандија | Холандија                     | Холандија                       | Холандија | Холандија    |           |
| --------- | ----------------------------- | ------------------------------- | --------- | ------------ | --------- |
| 1999      | Европско јуниорско првенсдтво | Рига, Летонија                  | 1         | Бацање кугле | 18,27     |
| 1999      | Европско јуниорско првенсдтво | Рига, Летонија                  | 1         | Бацање диска | 52,89     |
| 2000      | Светско јуниорско првенство   | Сантијаго де Чиле, Чиле         | 1         | Бацање кугле | 19,48 РСП |
| 2000      | Светско јуниорско првенство   | Сантијаго де Чиле, Чиле         | 3         | Бацање диска | 58,70     |
| 2001      | Универзијада                  | Пекинг, Кина                    | 12        | Бацање кугле |           |
| 2001      | Универзијада                  | Пекинг, Кина                    | 11        | Бацање диска |           |
| 2002      | Европско првенство у дворани  | Беч, Аустрија                   | 9         | Бацање кугле | 19,60     |
| 2002      | Европско првенство            | Минхен, Немачка                 | 8         | Бацање кугле | 19,73     |
| 2003      | Светско првенство у дворани   | Бирмингем, Уједињено Краљевство | 10        | Бацање кугле | 19,59     |
| 2003      | Европско У-23 првенство       | Бидгошч, Пољска                 | 3         | Бацање кугле | 20,18     |
| 2003      | Европско У-23 првенство       | Бидгошч, Пољска                 | 1         | Бацање диска | 59,90     |
| 2003      | Светско првенство             | Париз, Француска                | =25       | Бацање кугле | 19,02     |
| 2003      | Светско првенство             | Париз, Француска                | 15        | Бацање диска | 61,55     |
| 2004      | Светско првенство у дворани   | Будимпешта, Мађарска            | 14        | Бацање кугле | 19,67     |
| 2004      | Олимпијске игре               | Атина, Грчка                    | 14        | Бацање кугле | 19,69     |
| 2004      | Олимпијске игре               | Атина, Грчка                    | 17        | Бацање диска | 61,11     |
| 2005      | Европско првенство у дворани  | Мадрид, Шпанија                 | 2         | Бацање кугле | 20,79 НР  |
| 2005      | Светско првенство             | Хелсинки, Финска                | 2         | Бацање кугле | 21,29     |
| 2006      | Европско првенство            | Гетеборг, Шведска               | 3         | Бацање кугле | 20,90     |
| 2006      | Европско првенство            | Гетеборг, Шведска               | 7         | Бацање диска | 64,46     |
| 2006      | Светско атлетско финале       | Штутгарт, Немачка               | 3         | Бацање кугле | 20,74     |
| 2007      | Европско првенство у дворани  | Бирмингем, Уједињено Краљевство | 9         | Бацање кугле | 19,19     |
| 2007      | Светско првенство             | Осака, Јапан                    | 4         | Бацање кугле | 21,13     |
| 2007      | Светско првенство             | Осака, Јапан                    | 3         | Бацање диска | 66.68     |
| 2007      | Светско атлетско финале       | Штутгарт, Немачка               | 6         | Бацање кугле | 20,01     |
| 2008      | Светско првенство у дворани   | Валенсија, Шпанија              | 5         | Бацање кугле | 20,78     |
| 2008      | Олимпијске игре               | Пекинг, Кина                    | 9         | Бацање кугле | 20,41     |
| 2008      | Олимпијске игре               | Пекинг, Кина                    | 7         | Бацање диска | 65,39     |
| 2011      | Светско првенство             | Тегу, Јужна Кореја              | 16        | бацање диска | 62,12     |
| 2012.     | Светско првенство у дворани   | Истанбул, Турска                | 7         | Бацање кугле | 20,30     |
| 2012.     | Европско првенство            | Хелсинки, Финска                | 2         | Бацање кугле | 20,55     |
| 2012.     | Европско првенство            | Хелсинки, Финска                | 3         | Бацање диска | 64,02     |
| 2012.     | Олимпијске игре               | Лондон, Уједињено Краљевство    | 14        | Бацање кугле | 20,08     |
| 2012.     | Олимпијске игре               | Лондон, Уједињено Краљевство    | 16        | Бацање диска | 63,09     |
| 2016.     | Европско првенство            | Амстердам, Холандија            | 11        | Бацање диска | 59,99     |